# Toby Walsh

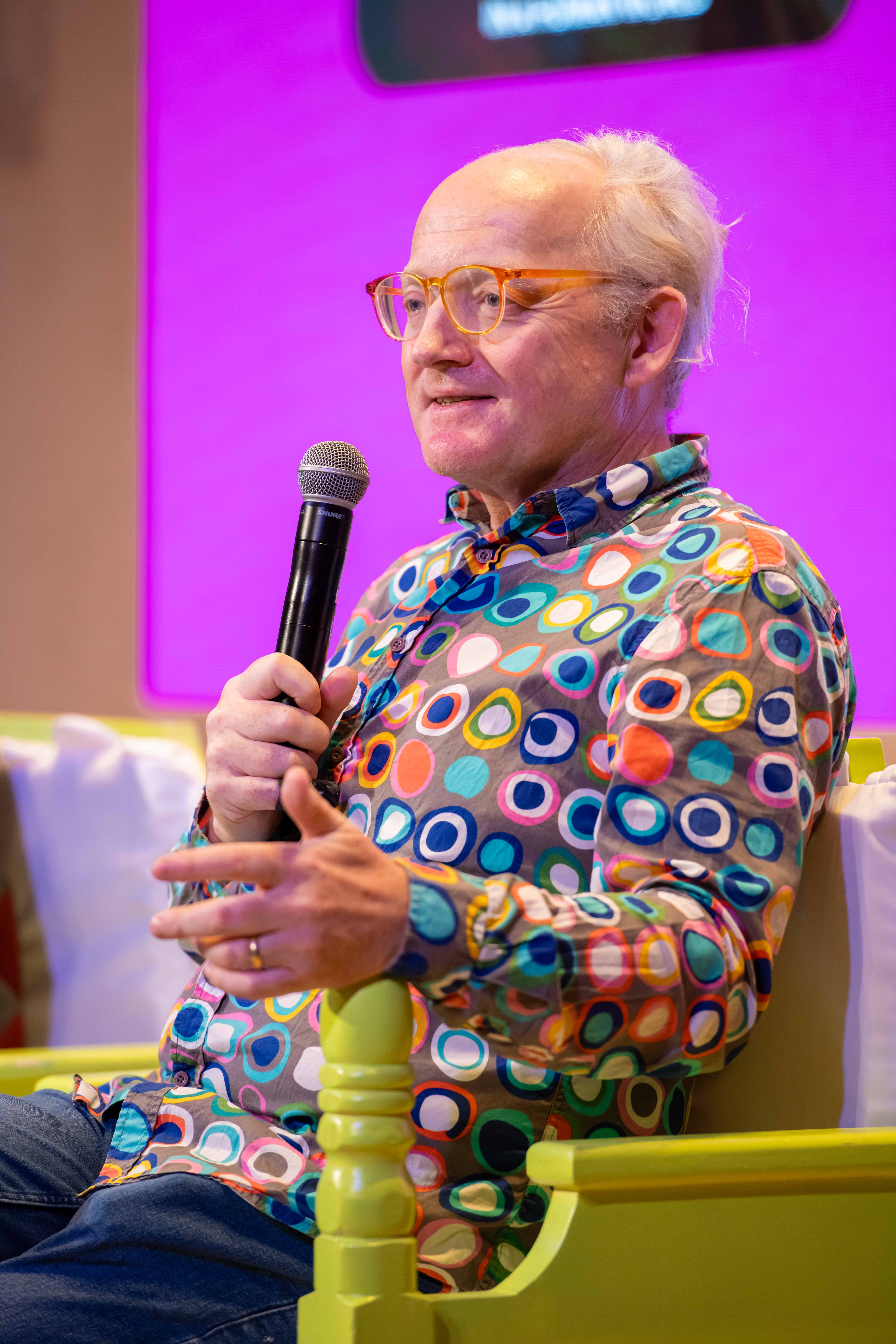
Toby Walsh

Toby Walsh (* 11. April 1964 in England) ist ein britisch-australischer Informatiker, der auf dem Gebiet Künstliche Intelligenz forscht und publiziert. Schwerpunkte seiner Forschung sind Gruppenentscheidungen, Constraintprogrammierung, und das Erfüllbarkeitsproblem der Aussagenlogik. Seit 2016 ist er Scientia Professor of Artificial Intelligence an der University of New South Wales in Sydney, Australien. Außerdem arbeitet er an dem Projekt Data61 innerhalb der australischen Forschungsorganisation Commonwealth Scientific and Industrial Research Organisation (CSIRO) mit. Von 2016 bis Anfang 2020 war er Leiter des AMPLify Project am Institut für Softwaretechnik und Theoretische Informatik der Technische Universität Berlin. Im Juli 2020 erhielt Walsh ein Australian Laureate Fellowship für ein großangelegtes Forschungsprojekt über das vertrauenswürdige Design von KI-Systemen.
Seit 2017 veröffentlicht er populärwissenschaftliche Bücher über Künstliche Intelligenz, die auch ins Deutsch übersetzt werden.

## Studium
Walsh studierte zunächst theoretische Physik und Mathematik an der University of Cambridge.  Danach erwarb er einen M. Sc. und einen Ph.D. auf dem Gebiet der künstlichen Intelligenz an der The University of Edinburgh. Unter Alan Bundy schrieb er eine Dissertation  mit dem Titel Theory of abstraction. Anschließend forschte er auf dem Gebiet der Komplexitätstheorie und insbesondere über die Eigenschaften von Algorithmen.

## Beruflicher Werdegang
Als Wissenschaftler hat er bisher Forschungsstellen in mehreren Ländern inne, unter anderem in England, Irland, Schottland, Italien, Frankreich, Deutschland, und Schweden. 2014 erhielt er von der Alexander-von-Humboldt-Stiftung Forschungsförderung, um an der Universität Potsdam zu forschen. Im Jahr 2016 mit Hilfe von Forschungsförderung des Europäischen Forschungsrats baute er eine Abteilung für Algorithmic Decision Theory am Institut für Softwaretechnik und Theoretische Informatik an der Technische Universität Berlin auf und war immer wieder dort zu Gast. Seit 1989 nimmt er regelmäßig an internationalen Konferenzen teil. Zusätzlich zu seiner Forschungsarbeit ist er Mitherausgeber von grundlegenden Werken, wie etwa das Handbook of Constraint Programming (2006) oder das Handbook of Satisfiability (2009), und Konferenzbänden von wissenschaftlichen Konferenzen, wie etwa das Band zu Algorithmic Decision Theory: 4th International Conference ADT 2015.
Im Jahr 2020 erhielt Walsh ein Australian Laureate Fellowship. Verbunden mit der Auszeichnung ist die Gewährung von Fördermittel (über 3 Millionen australischen Dollar) über einen Zeitraum von fünf Jahren für die Durchführung eines vorab umrissenen Projekts. Ziel des Projekts ist es zu untersuchen, wie KI-Systeme vertrauenswürdig, gerecht, erklärbar, und transparent gestaltet werden können, während zugleich die Privatsphäre des Menschen bewahrt wird. Es sollen sowohl das entsprechende Werkzeug wie auch Empfehlungen an die politisch Verantwortlichen erstellt werden. Begründet wurde der Förderungsantrag auf die zunehmende Einbeziehung von Computern an öffentlichen und privaten Entscheidungen.

## Sonstiges
Von 2011 bis 2013 war Walsh ein gewähltes Mitglied des Exekutivrats der Association for the Advancement of Artificial Intelligence, einer Non-profit-Organisation, die in Palo Alto, Kalifornien basiert ist und der Erforschung und Anwendung Künstlicher Intelligenz gewidmet ist.
Walsh engagiert sich bei dem Campaign to Stop Killer Robots, ein im Oktober 2012 gegründeter Bündnis von Nichtregierungsorganisationen, die sich für ein präventives Verbot von tödlichen autonomen Waffen einsetzt. In einem offenen Brief an die Vereinten Nationen wurde gewarnt, dass heutige Entwicklungen in KI zu einem neuen Wettrüsten unter vielen Staaten der Welt führen könnte. Er war einer der führenden Technologieexperten, die den Brief unterzeichneten, der am 28. Juli 2015 auf dem International Joint Conference on Artificial Intelligence (IJCAI)  vorgestellt wurde. Später hielt er einen Vortrag über das Thema beim TEDxBerlin.
2018 war er Vorsitzender einer Expertengruppe der Australian Council of Learned Academies (ACOLA), die auf Bitten des Regierungsberaters für Wissenschaft und Technologie, Alan Finkel, einen Bericht mit dem Titel Deployment of Artificial Intelligence and what it presents for Australia erstellte.
Im selben Jahr sprach er sich öffentlich dafür aus, dass die sechs größten Unternehmen der Informationstechnologie, aber vor allem Facebook und Google, in kleineren Unternehmen aufgebrochen, stärker versteuert und unter strengere staatliche Regulierung gestellt werden sollten.
Walsh ist einer der Organisatoren der RoboCup, ein Fußballwettbewerb für Roboter-Mannschaften.
Durch Interviews, Vorträge und populärwissenschaftliche Bücher versucht Walsh, die Öffentlichkeit über die Chancen und Gefahren von KI zu informieren.
Seine beide Bücher sind inzwischen in mehreren Sprachen übersetzt worden. In dem 2017 ins Deutsch übersetzten Buch, It’s Alive fasst er die vergangene, gegenwärtige und künftige Entwicklungen von KI zusammen. Er stellt zehn Vorhersagen auf, wie unsere Welt durch den Einfluss von technischen Entwicklungen, die durch KI ermöglicht werden, im Jahr 2050 aussehen könnte. Dabei sieht er einerseits eine Verbesserung der Lebensumstände, aber ebenso die Gefahr, dass dies nicht einheitlich geschieht, sondern zu wachsender Ungleichheit führen könnte. Er vertritt den Standpunkt, dass eine Regulierung der KI-Forschung nötig wird, damit die Möglichkeiten von KI in die richtigen Bahnen gelenkt werden.
In dem darauf anschließenden Werk mit dem Titel 2062 setzt er seine Analyse fort und zeichnet auf, warum er glaubt, dass in der kurzen Zeit bis zum Jahr 2062, die Spezies Homo sapiens von Homo digitalis überholt, und menschliches Denken von maschinellem Denken ersetzt werden.  Dabei breite er einige Ideen aus, wie Entscheidungsträger und Unternehmen durch bewusste ethische Entscheidungen die absehbare und weniger absehbare Gefahren umgehen können. In einem 2019 geführten Interview sagte er dazu:

„Im Jahr 2062 wird die Welt ganz anders aussehen als heute. Deshalb müssen wir heute die Weichen dafür stellen, dass es eine lebenswerte Welt ist. Wir müssen sicherstellen, dass die Menschen noch eine Aufgabe haben, ein Einkommen, dass sie ihre Zukunft selbst gestalten. Philosophen müssen bei der Weiterentwicklung der Maschinen eine Rolle spielen, denn es sind viele ethische Fragen zu lösen. Dann kann uns die KI dienlich sein.“

## Auszeichnungen (Auswahl)
- 2017: New Statesman. Books of the Year[19]
- 2016: NSW Premier's Prize for Excellence in Engineering and Information and Communications Technologies[20]
- 2016:  Fellow of Australian Academy of Science[21]
- 2014: Humboldt-Forschungspreis
- 2008: AAAI Fellow[22]
- 2003: EurAI Fellow[23]
- 1992: Royal Society European Exchange Fellow.

## Veröffentlichungen

### Bücher
- It’s Alive! Artificial Intelligence from the Logic Piano to Killer Robots. Latrobe University Press, Carlton (Vic.) 2017, ISBN 978-1-86395-943-8.
  - Android Dreams: The Past, Present and Future of Artificial Intelligence. Hurst, London 2017, ISBN 978-1-78738-057-8 (UK-Ausgabe).
  - Machines that Think: The Future of Artificial Intelligence. Prometheus Books, Amherst, NY 2018, ISBN 978-1-63388-375-8 (US-Ausgabe).
  - It's alive: Wie künstliche Intelligenz unser Leben verändern wird. Edition Körber, Hamburg 2018, ISBN 978-3-89684-266-4.
- 2062: The World that AI Made. LaTrobe University Press, Carlton (Vic.) 2018, ISBN 978-1-76064-051-4.
  - 2062: Das Jahr, in dem die künstliche Intelligenz uns ebenbürtig sein wird. Riva, München 2019, ISBN 978-3-7423-0860-3.

### Aufsätze (Auswahl)
- (2020) Jiro Kokuryo, Catharina Maracke, Toby Walsh: Introduction. In: AI for Everyone: benefitting from and building trust in the technology. AI Access, 2020, ISBN 978-0-244-55730-0 (112 S., cse.unsw.edu.au [PDF]).
- (2017) Toby Walsh: End of work days. In: The Big Issue Australia. Nr. 546, 22. September 2017, ISSN 1326-639X (20 S.).
- (2016) Toby Walsh: Turing’s red flag. In: Communications of the ACM (Association for Computing Machinery). Band 59, Nr. 7, Juli 2016, ISSN 0001-0782, S. 34–37, doi:10.1145/2838729.
- (2016) Christian Bessiere, Abderrazak Daoud, u. a.: New Approaches to Constraint Acquisition. In: Christian Bessiere u. a. (Hrsg.): Data Mining and Constraint Programming. Springer, 2016, ISBN 978-3-319-50136-9, S. 51–76 (als Mitautor).
- (2016) Vincent Conitzer, Toby Walsh: Barriers to Manipulation in Voting. In: Handbook of Computational Social Choice. Cambridge University Press, Cambridge 2016, ISBN 978-1-107-06043-2, S. 127–145.
- (2014) Toby Walsh: Candy Crush’s Puzzling Mathematics. In: American Scientist. Band 102, 102 (November/December), 2014, S. 430–433, JSTOR:43707864.
- (2011) Francesca Rossi, Kristen Brent Venable, Toby Walsh: A Short Introduction to Preferences: Between Artificial Intelligence and Social Choice. Morgan and Claypool Publishers, 2011, ISBN 978-1-60845-586-7.
- (1997) Ian P. Gent u. a.: How not to do it (= Research Report Series. Nr. 97.27). School of Computer Studies, University of Leeds, 1997 (cloudfront.net [PDF] als Mitautor).
- (1996) Ian P. Gent, Toby Walsh: The search for satisfaction. Department of Computer Science. University of Strathclyde.
- (1996) Toby Walsh: A divergence critic for inductive proof. In: Journal of Artificial Intelligence Research. Band 4, S. 209–235.
- (1993) Ian P. Gent, Toby Walsh: An Empirical Analysis of Search in GSAT. In: Journal of Artificial Intelligence Research. Band 1, 1993, S. 47–59 (cse.unsw.edu.au [PDF]).
- (1992) David Basin, Toby Walsh: Difference Unification. Max-Planck-Institut für Informatik, Saarbrücken (cse.unsw.com.au [PDF]).
- (1992) Fausto Giunehiglia, Toby Walsh: A theory of abstraction. In: Artificial Intelligence. Band 57, 1992, S. 323–389, doi:10.1016/0004-3702(92)90021-O.